# Arturo Brizio Carter
Arturo Brizio Carter, né le 9 mars 1956, est un ancien arbitre mexicain de football. Il fut international de 1985 à 2002. En six matchs de coupe du monde, il a distribué 29 cartons jaunes et 7 cartons rouges dont un à Zinédine Zidane lors du match France-Arabie saoudite, et à Gianfranco Zola lors du match Italie-Nigéria lors de la Coupe du Monde 1994 pour une faute inexistante. À la suite de la prestation de l'arbitre durant cette rencontre, et après sollicitation de la Fédération Italienne de football, Arturo Brizio Carter n'arbitrera plus de rencontre durant cette compétition. 

## Carrière
Il a officié dans de nombreuses compétitions : 
- Coupe du monde de football des moins de 16 ans 1987 (2 matchs)
- Coupe du monde de football des moins de 20 ans 1989 (1 match)
- Gold Cup 1991 (2 matchs dont la finale)
- JO 1992 (4 matchs)
- Copa América 1993 (2 matchs)
- Gold Cup 1993 (1 match)
- Coupe du monde de football de 1994 (3 matchs)
- Copa América 1995 (2 matchs dont la finale)
- Coupe du monde de football de 1998 (3 matchs)
- Gold Cup 1998 (2 matchs)